# Place de Torcy
Place de Torcy är en öppen plats i Quartier de la Chapelle i Paris artonde arrondissement. Den är uppkallad efter den franske diplomaten Jean-Baptiste Colbert, markis de Torcy (1665–1746).
Ett av platsens tidigare namn, Place du Cimetière, syftar på Cimetière de La Chapelle.

## Bilder
| - Jean-Baptiste Colbert, markis de Torcy. - Skylt. - Place de Torcy år 1899. - Place de Torcy. |

## Omgivningar
- Saint-Bernard de la Chapelle
- Saint-Denys de la Chapelle
- Sainte-Jeanne-d'Arc
- Square de la Madone
- Croix de l'Évangile
- Square de l'Évangile
- Jardin Françoise-Hélène-Jourda
- Jardins Rosa-Luxemburg
- Jardins d'Éole
- Square Marc-Séguin
- Bois Dormoy

## Kommunikationer
- Tunnelbana – linje  – Marx Dormoy
- Busshållplats Place de Torcy – Paris bussnät, linjerna 35 60

### Webbkällor
- ”Place de Torcy”. Mairie de Paris. https://web.archive.org/web/20160303173743/http://www.v2asp.paris.fr/commun/v2asp/v2/nomenclature_voies/Voieactu/9331.nom.htm. Läst 15 oktober 2022.
- ”Place de Torcy (18ème arrondissement)”. Les rues de Paris. https://web.archive.org/web/20190901223728/http://www.parisrues.com/rues18/paris-18-place-de-torcy.html. Läst 15 oktober 2022.